# تروي أ. ماكجيل
تروي أ. ماكجيل (بالإنجليزية: Troy A. McGill)‏ هو عسكري أمريكي، ولد في 15 يوليو 1914 في نوكسفيل في الولايات المتحدة، وتوفي في 4 مارس 1944 في Los Negros Island ‏ في بابوا غينيا الجديدة.